# Magnetoglobus multicellularis
Espèce
« Candidatus Magnetoglobus multicellularis » (littéralement, « globe magnétique multicellulaire ») est une espèce de procaryotes multicellulaires à Gram négatif trouvée dans les eaux salées de la lagune d'Araruama, dans l'État de Rio de Janeiro, au Brésil. Contrairement à tous les autres procaryotes connus, cette espèce est multicellulaire. Il a un corps sphérique formé en moyenne de 20 cellules procaryotes et se reproduit en dupliquant toutes les cellules puis en se divisant en deux individus de 20 cellules. Les individus sont toujours en mesure de produire de la magnétite et de la greigite en utilisant du fer dans l'environnement, dans un processus de biominéralisation, qui leur confère des activités magnétiques.